# Иштеряковский завод
Иштеряковский медеплави́льный заво́д — металлургический завод в Нижнем Прикамье, действовавший в Уфимском уезде с 1749 до 1851 года. За 100 лет работы завод суммарно выплавил около 3,6 тысяч тонн меди. Ныне на месте бывшего завода находится деревня Ольгино.

## История

### XVIII век
В конце 1730-х годов в Уфимском уезде Оренбургской губернии в низовьях Ика в 50 верстах у юго-востоку от Мензелинска велось строительство казённого Иковского завода. В 1748 году указом Берг-коллегии земля и казённые Иковские рудники были переданы казанскому купцу Семёну Еремеевичу Иноземцеву. Строительство завода началось 17 июня 1749 года, в 1750 году на реке Байряш, впадающей в Ик, была построена плотина длиной 96 м, шириной в нижней части 32 м, в верхней — 21,1 м. Земля была арендована у башкир Ирехтинской волости Осинской дороги.
В июле 1751 года завод был запущен в эксплуатацию в составе 4 медеплавильных печей, из которых постоянно действовали 2, и кузницы с 2 расковочными и 2 кузнечными молотами. До конца 1751 года было выплавлено 200 пудов черновой меди, которую отправляли для переплавки в чистую штыковую медь на Таишевский завод за 220 вёрст к северо-западу. Затраты на транспортировку существенно снижали рентабельность производства чистой меди. С самого начала своей деятельности завод испытывал недостаток воды в пруду, что приводило к частым остановкам медеплавильных печей как в зимнее, так и в летнее время. В отдельные летние сезоны воды хватало лишь на 3 недели работы завод. Медная руда с относительно высоким содержанием меди поставлялась с местных рудников в радиусе 40 вёрст от завода. Собственной лесной дачи завод не имел, древесина закупалась у других владельцев. Приписных крестьян завод также не имел, поэтому на заводских работах трудились 42 крепостных и вольнонаёмных людей.
В 1751 году С. Е. Иноземцев скончался, после длительных споров между наследниками владельцем Иштеряковского завода стал несовершеннолетний сын Иноземцева Иоасаф (Асаф) Семёнович. В 1754 году Берг-коллегия назначила его опекуном брата Семёна Еремеевича Петра. Ему удалось нарастить объёмы выплавки меди, в том числе за счёт постройки новой плотины и переносе заводских построек на 2 версты ниже по течению Байряша по согласованию с Берг-коллегией в 1759 году.
В декабре 1773 года завод был значительно разрушен в ходе нападения пугачёвцев, восстановив работу только в январе 1775 года. В 1784 году И. С. Иноземцев выкупил у башкир заводской земельный участок, а в 1788 году — близлежащие лесные участки.
С 1780-х годов завод стал испытывать сложности из-за истощения рудных месторождений и снижения содержания меди в руде. В 1783—1795 годы среднегодовой объём выплавки меди двумя работавшими печами не превышал 945 пудов. Заводские механизмы приводились в действие двумя водяными колёсами. По данным 1797 года, на заводе работали 203 крепостных мастеровых и работных людей, в том числе на основных заводских работах — 35 человек, на вспомогательных — 90 человек. Завод эксплуатировал 118 рудников, из которых действовали 13.

### XIX век
В начале XIX века завод перешёл в собственность многочисленных наследников И. С. Иноземцева, что привело к упадку предприятия и сокращению объёмов выплавки меди. В 1797 году завод выплавил лишь 14 пудов меди, в 1800 — 71 пуд, в 1817 — 49 пудов меди. В 1809 году количество медеплавильных печей было увеличено до пяти.
В 1826 году завод перешёл к Ивану Матвеевичу Ярцову, которому удалось увеличить объёмы производства меди до 700 пудов в год без значительных затрат. В 1830-х годах за заводом числилось 9123 десятин земли, в том числе 8737 десятин леса, а также 16 действующих рудников, находившихся на расстоянии 15—45 вёрст от завода. Годовой объём добычи руды с содержанием меди 1,5—3,5 % составлял 18 до 24 тыс. пудов.
Из-за истощения рудников в конце 1830-х годов финансовое положение завода ухудшилось, а в 1843 году завод был передан в казённое управление. В 1851 году предприятие было возвращено наследницам И. М. Ярцова — Е. И. Николаевой и О. И. Берг.
В 1851 году после сильного пожара, разрушившего Таишевский завод, Иштеряковский завод был также остановлен и больше не возобновлял своей деятельности. 9 октября 1853 года Ольга Ивановна Берг, владевшая заводским имением, продала его вместе с уже недействовавшим заводом тайному советнику Ивану Кирилловичу Рашету.
За 100 лет своего существования Иштеряковский завод суммарно выплавил 3646,7 т меди со среднегодовой производительностью 28,8 т. Максимальный объём производства меди был достигнут в 1779 году и составил 76,3 т. Позднее завод был переоборудован в винокуренный.
Ныне на месте, где был расположен Иштеряковский завод, находится деревня Ольгино.